# Tadeusz Piotrowski (sociologue)
Pour les articles homonymes, voir Tadeusz Piotrowski.
Tadeusz Piotrowski ou Thaddeus Piotrowski (né le 10 février 1940) est un sociologue et auteur polono-américain. Il est professeur de sociologie à la Division des sciences sociales de l'université du New Hampshire à Manchester à Manchester (New Hampshire).

## Biographie
Né en Volhynie en Pologne occupée, Piotrowski quitte l'Europe avec sa famille en août 1943,. Il obtient son doctorat en sociologie à l'université de Pennsylvanie en 1973.